# 盧·崔文諾
盧·亞伯特·崔文諾（英語：Lou Albert Trivino，1991年10月1日—），為美國職棒大聯盟的投手，目前為自由球員。他先前曾效力於運動家、洋基、巨人與道奇等隊。2013年美國職棒大聯盟選秀，他在第11輪被運動家選走。

## 職業生涯

### 奧克蘭運動家
2018年，崔文諾從3A開季。他在4月17日登上大聯盟，隔天他投了3局無失分，拿下大聯盟首勝。整季他的防禦率為2.92。2018年美國聯盟外卡晉級賽，他面對洋基投了3局無失分。
2019年，轉為先發的崔文諾表現不俗，但球隊仍讓他擔任長中繼和布局投手，結果他的防禦率從原先的2.42上升到4.40。後來崔文諾也沒有找回開季的狀態，整季防禦率以5.25坐收。2020年，他的防禦率為3.86。
2021年，由於前終結者利安·漢崔克斯轉隊，因此崔文諾成為新的終結者。他在7月還拿下美聯單月最佳救援投手。

### 紐約洋基
2022年8月1日，運動家將崔文諾和法蘭基·蒙塔斯交易到洋基，換來JP Sears、Ken Waldichuk、Luis Medina和Cooper Bowman。該年他的防禦率為1.66，季後賽投了3.2局無失分。
11月18日，他和洋基續簽一年合約。不過他在2023年球季初右手肘受傷整季報銷，2024年，他在小聯盟留下4.91的防禦率。最後球季結束，他成為自由球員。

### 舊金山巨人
2025年2月6日，崔文諾與巨人簽下小聯盟約。他在巨人留下1勝0敗，防禦率5.84的成績，最後他在5月9日被釋出成為自由球員。

### 洛杉磯道奇
2025年5月10日，崔文諾與道奇簽下小聯盟約。他在5月18日登上大聯盟。

## 外部連結
- 球員資訊和成績在MLB ，ESPN ，Retrosheet ，Baseball Reference ，Baseball Reference (Minors) ，Fangraphs ，The Baseball Cube （英文）